# Ejke Blomberg
Ejke Blomberg (Tyresö, 6 gennaio 1993) è un attore svedese.

## Biografia
Ejke Blomberg è nato e cresciuto a Tyresö dove, dal 2012, lavora come attore presso l'associazione teatrale della sua famiglia. Tra il 2018 e il 2020 ha frequentato l'Accademia del teatro di Göteborg, prendendo contemporaneamente parte a diverse serie televisive, tra cui Love & Anarchy e Kurs i självutplåning.

## Filmografia

### Televisione
- När klockan ringer - serie TV, 25 episodi (2010)
- Kurs i självutplåning - serie TV, 2 episodi (2019)
- Love & Anarchy (Kärlek & Anarki) - serie TV, 5 episodi (2020)